# Miglior portiere dell'anno IFFHS
Il miglior portiere dell'anno IFFHS (in inglese IFFHS World's Best Goalkeeper) è un premio calcistico assegnato dall'IFFHS, dal 1987, ogni anno solare al miglior portiere del mondo, eletto con i voti di esperti provenienti da 81 paesi.
Guidano la classifica con 5 vittorie a testa Gianluigi Buffon, Iker Casillas e Manuel Neuer, seguiti da José Luis Chilavert, Oliver Kahn e Walter Zenga con 3.
Nel 2012 è stato istituito il corrispettivo per il calcio femminile. Le maggiori vincitrici con 4 vittorie a testa sono Hope Solo e Sarah Bouhaddi.

## Calcio maschile

### Albo d'oro
| Anno | Giocatore            | Squadra                   |
| ---- | -------------------- | ------------------------- |
| 1987 | Jean-Marie Pfaff     | Bayern Monaco             |
| 1988 | Rinat Dasaev         | Spartak Mosca             |
| 1989 | Walter Zenga         | Inter                     |
| 1990 | Walter Zenga         | Inter                     |
| 1991 | Walter Zenga         | Inter                     |
| 1992 | Peter Schmeichel     | Manchester Utd            |
| 1993 | Peter Schmeichel     | Manchester Utd            |
| 1994 | Michel Preud'homme   | Malines                   |
| 1995 | José Luis Chilavert  | Vélez Sarsfield           |
| 1996 | Andreas Köpke        | Eintracht Francoforte     |
| 1997 | José Luis Chilavert  | Vélez Sarsfield           |
| 1998 | José Luis Chilavert  | Vélez Sarsfield           |
| 1999 | Oliver Kahn          | Bayern Monaco             |
| 2000 | Fabien Barthez       | Manchester Utd            |
| 2001 | Oliver Kahn          | Bayern Monaco             |
| 2002 | Oliver Kahn          | Bayern Monaco             |
| 2003 | Gianluigi Buffon     | Juventus                  |
| 2004 | Gianluigi Buffon     | Juventus                  |
| 2005 | Petr Čech            | Chelsea                   |
| 2006 | Gianluigi Buffon     | Juventus                  |
| 2007 | Gianluigi Buffon     | Juventus                  |
| 2008 | Iker Casillas        | Real Madrid               |
| 2009 | Iker Casillas        | Real Madrid               |
| 2010 | Iker Casillas        | Real Madrid               |
| 2011 | Iker Casillas        | Real Madrid               |
| 2012 | Iker Casillas        | Real Madrid               |
| 2013 | Manuel Neuer         | Bayern Monaco             |
| 2014 | Manuel Neuer         | Bayern Monaco             |
| 2015 | Manuel Neuer         | Bayern Monaco             |
| 2016 | Manuel Neuer         | Bayern Monaco             |
| 2017 | Gianluigi Buffon     | Juventus                  |
| 2018 | Thibaut Courtois     | Chelsea Real Madrid       |
| 2019 | Alisson              | Liverpool                 |
| 2020 | Manuel Neuer         | Bayern Monaco             |
| 2021 | Gianluigi Donnarumma | Milan Paris Saint-Germain |
| 2022 | Thibaut Courtois     | Real Madrid               |
| 2023 | Ederson              | Manchester City           |
| 2024 | Emiliano Martínez    | Aston Villa               |

### Edizioni

L'italiano Walter Zenga, per 3 volte consecutive miglior portiere dell'anno IFFHS, qui premiato nel 1990

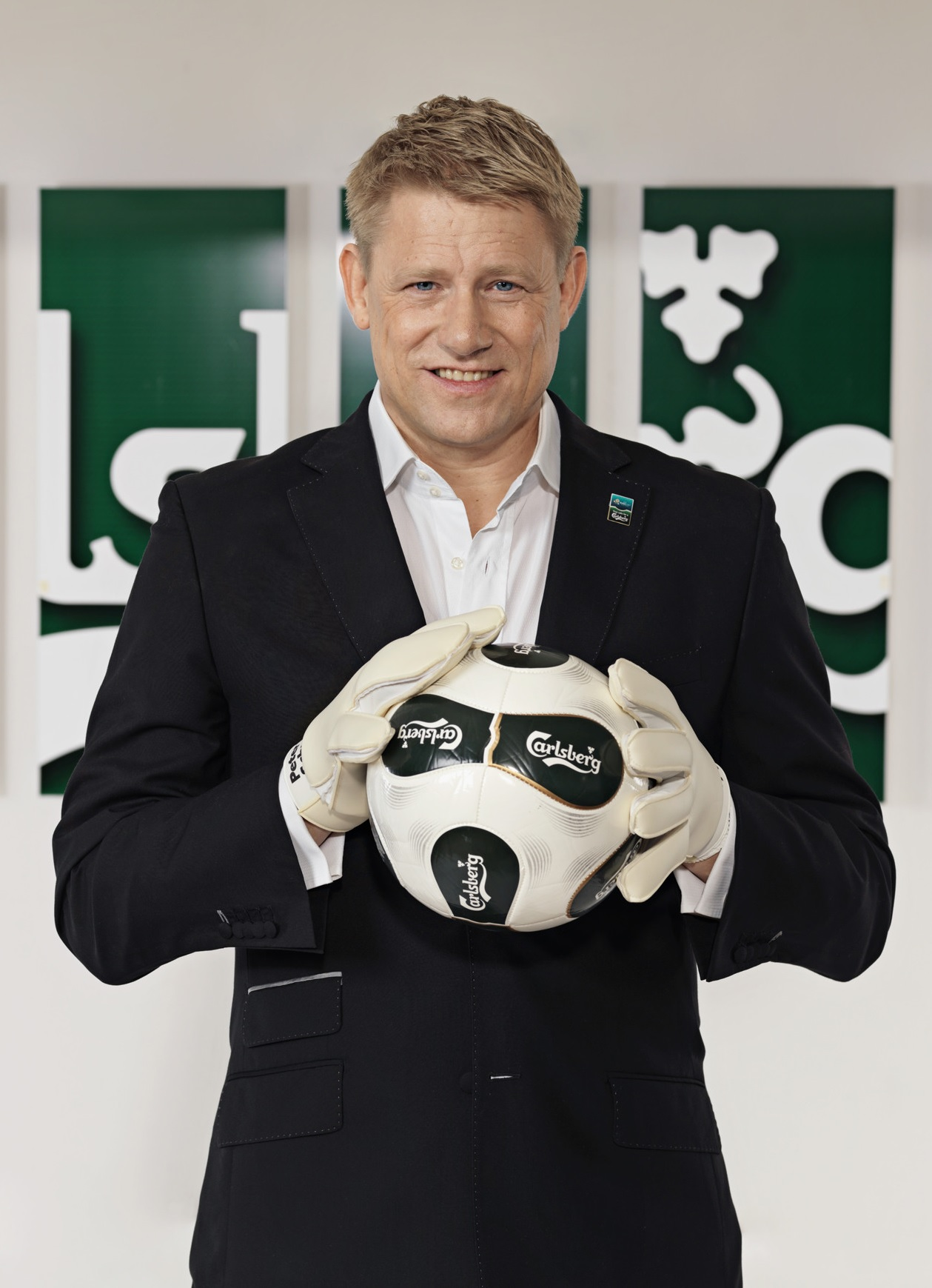
Il danese Peter Schmeichel, per 2 volte consecutive miglior portiere dell'anno IFFHS

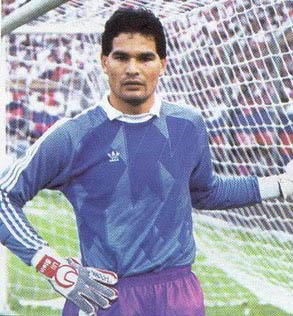
Il paraguaiano José Luis Chilavert, per 3 volte miglior portiere dell'anno IFFHS

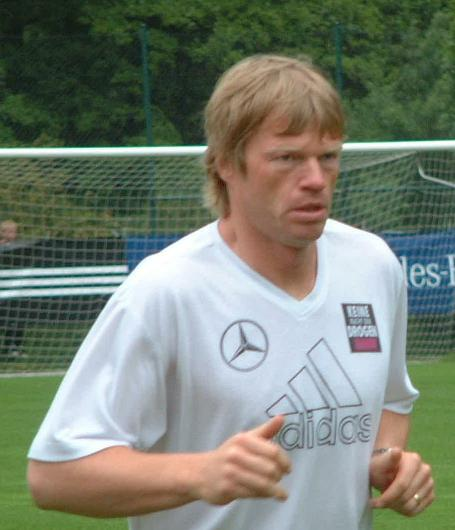
Il tedesco Oliver Kahn, per 3 volte miglior portiere dell'anno IFFHS

1987
| Posizione | Giocatore         | Squadra           | Voti          |
| --------- | ----------------- | ----------------- | ------------- |
| 1         | Jean-Marie Pfaff  | Bayern Monaco     | 137 (44,48 %) |
| 2         | Rinat Dasaev      | Spartak Mosca     | 43 (13,86 %)  |
| 3         | Walter Zenga      | Inter             | 30 (9,74 %)   |
| 4         | Harald Schumacher | Schalke 04        | 29 (9,42 %)   |
| 5         | Neville Southall  | Everton           | 15 (4,87 %)   |
| 6         | René Müller       | Lokomotive Lipsia | 14 (4,55 %)   |
| 7         | Peter Shilton     | Derby County      | 12 (3,90 %)   |
| 8         | Badou Zaki        | Maiorca           | 11 (3,57 %)   |
| 9         | Roberto Fernández | Deportivo Cali    | 8 (2,60 %)    |
| 9         | Józef Młynarczyk  | Porto             | 8 (2,60 %)    |

1988
| Posizione | Giocatore          | Squadra       | Voti          |
| --------- | ------------------ | ------------- | ------------- |
| 1         | Rinat Dasaev       | Spartak Mosca | 119 (39,27 %) |
| 2         | Hans van Breukelen | PSV           | 97 (32,01 %)  |
| 3         | Walter Zenga       | Inter         | 31 (10,23 %)  |
| 4         | Pat Bonner         | Celtic        | 17 (5,61 %)   |
| 5         | Jean-Marie Pfaff   | Bayern Monaco | 10 (3,30 %)   |
| 6         | Eike Immel         | Stoccarda     | 9 (2,97 %)    |
| 7         | Peter Shilton      | Derby County  | 5 (1,65 %)    |
| 7         | Neville Southall   | Everton       | 5 (1,65 %)    |
| 7         | Michel Preud'homme | Malines       | 5 (1,65 %)    |
| 7         | Andoni Zubizarreta | Barcellona    | 5 (1,65 %)    |

1989
| Posizione | Giocatore          | Squadra       | Voti         |
| --------- | ------------------ | ------------- | ------------ |
| 1         | Walter Zenga       | Inter         | 79 (30,62 %) |
| 2         | Michel Preud'homme | Malines       | 38 (14,73 %) |
| 3         | Rinat Dasaev       | Siviglia      | 33 (11,58 %) |
| 4         | Peter Shilton      | Derby County  | 31 (10,88 %) |
| 5         | Andoni Zubizarreta | Barcellona    | 23 (8,07 %)  |
| 6         | Hans van Breukelen | PSV           | 14 (4,91 %)  |
| 7         | Cláudio Taffarel   | Internacional | 10 (3,51 %)  |
| 8         | Jean-Marie Pfaff   | Lierse        | 9 (3,16 %)   |
| 9         | Neville Southall   | Everton       | 8 (2,81 %)   |
| 10        | Harald Schumacher  | Fenerbahçe    | 7 (2,46 %)   |

1990
| Posizione | Giocatore          | Squadra       | Voti         |
| --------- | ------------------ | ------------- | ------------ |
| 1         | Walter Zenga       | Inter         | 72 (25,99 %) |
| 2         | Sergio Goycochea   | Millonarios   | 35 (12,64 %) |
| 3         | Luis Gabelo Conejo | Ramonense     | 34 (12,27 %) |
| 4         | Peter Shilton      | Derby County  | 32 (11,55 %) |
| 5         | Cláudio Taffarel   | Internacional | 30 (10,83 %) |
| 6         | Michel Preud'homme | Malines       | 29 (10,47 %) |
| 7         | Bodo Illgner       | Colonia       | 16 (5,78 %)  |
| 8         | Jan Stejskal       | Sparta Praga  | 10 (3,61 %)  |
| 9         | Andoni Zubizarreta | Barcellona    | 9 (3,24 %)   |
| 10        | Hans van Breukelen | PSV           | 5 (1,81 %)   |
| 10        | Pat Bonner         | Celtic        | 5 (1,81 %)   |

1991
| Posizione | Giocatore          | Squadra      | Voti         |
| --------- | ------------------ | ------------ | ------------ |
| 1         | Walter Zenga       | Inter        | 51 (19,47 %) |
| 2         | Sergio Goycochea   | Racing Club  | 37 (14,12 %) |
| 3         | Cláudio Taffarel   | Parma        | 29 (11,07 %) |
| 4         | Neville Southall   | Everton      | 25 (9,54 %)  |
| 5         | David Seaman       | Arsenal      | 23 (8,78 %)  |
| 6         | Gianluca Pagliuca  | Sampdoria    | 20 (7,63 %)  |
| 7         | Bodo Illgner       | Colonia      | 18 (6,87 %)  |
| 8         | Andoni Zubizarreta | Barcellona   | 17 (6,49 %)  |
| 9         | Stevan Stojanović  | Stella Rossa | 16 (6,11 %)  |
| 10        | Michel Preud'homme | Malines      | 13 (4,96 %)  |
| 10        | Peter Schmeichel   | Brøndby      | 13 (4,96 %)  |

1992
| Posizione | Giocatore          | Squadra         | Voti          |
| --------- | ------------------ | --------------- | ------------- |
| 1         | Peter Schmeichel   | Manchester Utd  | 118 (43,07 %) |
| 2         | Andoni Zubizarreta | Barcellona      | 28 (10,22 %)  |
| 3         | Hans van Breukelen | PSV             | 24 (8,76 %)   |
| 4         | Dmitri Kharine     | CSKA Mosca      | 23 (8,39 %)   |
| 5         | Bodo Illgner       | Colonia         | 20 (7,30 %)   |
| 6         | Walter Zenga       | Inter           | 16 (5,84 %)   |
| 7         | Cláudio Taffarel   | Parma           | 14 (5,11 %)   |
| 8         | Sergio Goycochea   | Olimpia         | 13 (4,74 %)   |
| 9         | Michel Preud'homme | Malines         | 10 (3,65 %)   |
| 10        | Alain Gouaméné     | Raja Casablanca | 8 (2,92 %)    |

1993
| Posizione | Giocatore          | Squadra             | Voti         |
| --------- | ------------------ | ------------------- | ------------ |
| 1         | Peter Schmeichel   | Manchester Utd      | 84 (31,70 %) |
| 2         | Sergio Goycochea   | Olimpia             | 70 (26,42 %) |
| 3         | Jorge Campos       | Pumas UNAM          | 23 (8,68 %)  |
| 4         | Andoni Zubizarreta | Valencia            | 19 (7,17 %)  |
| 5         | Zetti              | San Paolo           | 15 (5,66 %)  |
| 6         | Bodo Illgner       | Colonia             | 11 (4,15 %)  |
| 7         | Andy Goram         | Rangers             | 9 (3,39 %)   |
| 7         | Andreas Köpke      | Norimberga          | 9 (3,39 %)   |
| 7         | Walter Zenga       | Inter               | 9 (3,39 %)   |
| 10        | Bernard Lama       | Paris Saint-Germain | 8 (3,02 %)   |
| 10        | Michel Preud'homme | Malines             | 8 (3,02 %)   |

1994
| Posizione | Giocatore          | Squadra        | Voti          |
| --------- | ------------------ | -------------- | ------------- |
| 1         | Michel Preud'homme | Malines        | 103 (30,56 %) |
| 2         | Thomas Ravelli     | IFK Göteborg   | 73 (21,66 %)  |
| 3         | Cláudio Taffarel   | Reggiana       | 53 (15,73 %)  |
| 4         | Peter Schmeichel   | Manchester Utd | 29 (8,61 %)   |
| 5         | Sebastiano Rossi   | Milan          | 18 (5,34 %)   |
| 6         | Gianluca Pagliuca  | Inter          | 17 (5,04 %)   |
| 7         | Erik Thorstvedt    | Tottenham      | 13 (3,86 %)   |
| 8         | Jorge Campos       | Pumas UNAM     | 12 (3,56 %)   |
| 9         | Borislav Mihajlov  | Mulhouse       | 10 (2,97 %)   |
| 10        | David Seaman       | Arsenal        | 9 (2,67 %)    |

1995
| Posizione | Giocatore           | Squadra             | Voti         |
| --------- | ------------------- | ------------------- | ------------ |
| 1         | José Luis Chilavert | Vélez Sarsfield     | 37 (18,23 %) |
| 2         | Peter Schmeichel    | Manchester Utd      | 29 (14,29 %) |
| 3         | Thomas Ravelli      | IFK Göteborg        | 24 (11,82 %) |
| 4         | Michel Preud'homme  | Benfica             | 23 (11,33 %) |
| 5         | David Seaman        | Arsenal             | 21 (10,34 %) |
| 6         | Vítor Baía          | Porto               | 19 (9,36 %)  |
| 6         | Edwin Van der Sar   | Ajax                | 19 (9,36 %)  |
| 8         | Gianluca Pagliuca   | Inter               | 16 (7,88 %)  |
| 9         | Bernard Lama        | Paris Saint-Germain | 15 (7,39 %)  |
| 9         | Andoni Zubizarreta  | Valencia            | 15 (7,39 %)  |

1996
| Posizione | Giocatore           | Squadra                          | Voti          |
| --------- | ------------------- | -------------------------------- | ------------- |
| 1         | Andreas Köpke       | Eintracht Francoforte            | 114 (27,80 %) |
| 2         | David Seaman        | Arsenal                          | 101 (24,63 %) |
| 3         | José Luis Chilavert | Vélez Sarsfield                  | 44 (10,73 %)  |
| 4         | Peter Schmeichel    | Manchester Utd                   | 37 (9,02 %)   |
| 5         | Vítor Baía          | Porto                            | 33 (8,05 %)   |
| 6         | Bernard Lama        | Paris Saint-Germain              | 27 (6,59 %)   |
| 7         | Edwin Van der Sar   | Ajax                             | 21 (5,12 %)   |
| 8         | Petr Kouba          | Sparta Praga Deportivo La Coruña | 12 (2,93 %)   |
| 9         | Andoni Zubizarreta  | Valencia                         | 11 (2,68 %)   |
| 10        | Jorge Campos        | Atlante L.A. Galaxy              | 10 (2,44 %)   |

1997
| Posizione | Giocatore           | Squadra             | Voti |
| --------- | ------------------- | ------------------- | ---- |
| 1         | José Luis Chilavert | Vélez Sarsfield     | 61   |
| 2         | Angelo Peruzzi      | Juventus            | 57   |
| 3         | Peter Schmeichel    | Manchester Utd      | 53   |
| 4         | Andreas Köpke       | Olympique Marsiglia | 41   |
| 5         | David Seaman        | Arsenal             | 31   |
| 6         | Stefan Klos         | Borussia Dortmund   | 28   |
| 7         | Vítor Baía          | Barcellona          | 24   |
| 8         | Oliver Kahn         | Bayern Monaco       | 20   |
| 9         | Cláudio Taffarel    | Atlético Mineiro    | 18   |
| 10        | Gianluca Pagliuca   | Inter               | 14   |

1998
| Posizione | Giocatore           | Squadra         | Voti |
| --------- | ------------------- | --------------- | ---- |
| 1         | José Luis Chilavert | Vélez Sarsfield | 198  |
| 2         | Fabien Barthez      | Monaco          | 146  |
| 3         | Edwin Van der Sar   | Ajax            | 75   |
| 4         | Peter Schmeichel    | Manchester Utd  | 59   |
| 5         | Gianluca Pagliuca   | Inter           | 50   |
| 6         | David Seaman        | Arsenal         | 36   |
| 7         | Cláudio Taffarel    | Galatasaray     | 23   |
| 8         | Dražen Ladić        | Dinamo Zagabria | 22   |
| 9         | Angelo Peruzzi      | Juventus        | 20   |
| 10        | Oliver Kahn         | Bayern Monaco   | 15   |

1999
| Posizione | Giocatore           | Squadra         | Voti |
| --------- | ------------------- | --------------- | ---- |
| 1         | Oliver Kahn         | Bayern Monaco   | 116  |
| 2         | Peter Schmeichel    | Manchester Utd  | 95   |
| 3         | José Luis Chilavert | Vélez Sarsfield | 93   |
| 4         | Edwin Van der Sar   | Juventus        | 90   |
| 5         | Gianluigi Buffon    | Parma           | 46   |
| 6         | Fabien Barthez      | Monaco          | 45   |
| 6         | David Seaman        | Arsenal         | 45   |
| 8         | Dida                | Corinthians     | 29   |
| 9         | Vítor Baía          | Barcellona      | 23   |
| 10        | Luca Marchegiani    | Lazio           | 16   |
| 10        | Carlos Roa          | Maiorca         | 16   |

2000
| Posizione | Giocatore           | Squadra          | Voti |
| --------- | ------------------- | ---------------- | ---- |
| 1         | Fabien Barthez      | Manchester Utd   | 195  |
| 2         | Oliver Kahn         | Bayern Monaco    | 133  |
| 3         | Francesco Toldo     | Fiorentina       | 131  |
| 4         | José Luis Chilavert | Strasburgo       | 88   |
| 5         | Iker Casillas       | Real Madrid      | 47   |
| 6         | Edwin Van der Sar   | Juventus         | 40   |
| 7         | Cláudio Taffarel    | Galatasaray      | 31   |
| 8         | Óscar Córdoba       | Boca Juniors     | 30   |
| 9         | Vítor Baía          | Porto            | 17   |
| 10        | Gianluigi Buffon    | Parma            | 16   |
| 10        | Peter Schmeichel    | Sporting Lisbona | 16   |

2001
| Posizione | Giocatore           | Squadra         | Voti |
| --------- | ------------------- | --------------- | ---- |
| 1         | Oliver Kahn         | Bayern Monaco   | 265  |
| 2         | Óscar Córdoba       | Boca Juniors    | 77   |
| 3         | Gianluigi Buffon    | Juventus        | 69   |
| 4         | Fabien Barthez      | Manchester Utd  | 51   |
| 5         | Jerzy Dudek         | Liverpool       | 42   |
| 6         | José Luis Chilavert | Strasburgo      | 36   |
| 7         | Santiago Cañizares  | Valencia        | 35   |
| 8         | Francesco Toldo     | Fiorentina      | 29   |
| 9         | Iker Casillas       | Real Madrid     | 22   |
| 10        | Ruslan Nigmatullin  | Lokomotiv Mosca | 16   |

2002
| Posizione | Giocatore        | Squadra           | Voti |
| --------- | ---------------- | ----------------- | ---- |
| 1         | Oliver Kahn      | Bayern Monaco     | 316  |
| 2         | Iker Casillas    | Real Madrid       | 101  |
| 3         | Rüştü Reçber     | Fenerbahçe        | 99   |
| 4         | Marcos           | Palmeiras         | 88   |
| 5         | Gianluigi Buffon | Juventus          | 74   |
| 6         | Brad Friedel     | Blackburn         | 33   |
| 7         | Francesco Toldo  | Inter             | 27   |
| 8         | Fabien Barthez   | Manchester Utd    | 18   |
| 9         | Jerzy Dudek      | Liverpool         | 16   |
| 10        | Jens Lehmann     | Borussia Dortmund | 11   |

2003
| Posizione | Giocatore             | Squadra        | Voti |
| --------- | --------------------- | -------------- | ---- |
| 1         | Gianluigi Buffon      | Juventus       | 186  |
| 2         | Iker Casillas         | Real Madrid    | 112  |
| 3         | Oliver Kahn           | Bayern Monaco  | 106  |
| 4         | Dida                  | Milan          | 99   |
| 5         | Francesco Toldo       | Inter          | 36   |
| 6         | Roberto Abbondanzieri | Boca Juniors   | 35   |
| 6         | Timo Hildebrand       | Stoccarda      | 35   |
| 8         | Tim Howard            | Manchester Utd | 26   |
| 9         | Fabien Barthez        | Manchester Utd | 23   |
| 10        | Petr Čech             | Rennes         | 18   |

2004
| Posizione | Giocatore             | Squadra       | Voti |
| --------- | --------------------- | ------------- | ---- |
| 1         | Gianluigi Buffon      | Juventus      | 185  |
| 2         | Petr Čech             | Chelsea       | 125  |
| 3         | Dida                  | Milan         | 78   |
| 4         | Iker Casillas         | Real Madrid   | 75   |
| 5         | Antōnīs Nikopolidīs   | Olympiacos    | 64   |
| 6         | Oliver Kahn           | Bayern Monaco | 39   |
| 7         | Roberto Abbondanzieri | Boca Juniors  | 31   |
| 8         | Vítor Baía            | Porto         | 29   |
| 8         | Juan Carlos Henao     | Once Caldas   | 29   |
| 10        | Santiago Cañizares    | Valencia      | 23   |

2005
| Posizione | Giocatore             | Squadra         | Voti |
| --------- | --------------------- | --------------- | ---- |
| 1         | Petr Čech             | Chelsea         | 175  |
| 2         | Dida                  | Milan           | 91   |
| 3         | Gianluigi Buffon      | Juventus        | 78   |
| 4         | Grégory Coupet        | Olympique Lione | 43   |
| 5         | Oliver Kahn           | Bayern Monaco   | 42   |
| 6         | Iker Casillas         | Real Madrid     | 41   |
| 7         | Jerzy Dudek           | Liverpool       | 34   |
| 8         | Edwin van der Sar     | Manchester Utd  | 32   |
| 9         | Rogério Ceni          | San Paolo       | 31   |
| 10        | Roberto Abbondanzieri | Boca Juniors    | 26   |

2006
| Posizione | Giocatore             | Squadra          | Voti |
| --------- | --------------------- | ---------------- | ---- |
| 1         | Gianluigi Buffon      | Juventus         | 295  |
| 2         | Jens Lehmann          | Arsenal          | 140  |
| 3         | Petr Čech             | Chelsea          | 91   |
| 4         | Iker Casillas         | Real Madrid      | 47   |
| 5         | Edwin van der Sar     | Manchester Utd   | 45   |
| 6         | Rogério Ceni          | San Paolo        | 39   |
| 7         | Ricardo               | Sporting Lisbona | 38   |
| 8         | Dida                  | Milan            | 34   |
| 9         | Roberto Abbondanzieri | Boca Juniors     | 19   |
| 10        | Fabien Barthez        | Nantes           | 18   |

2007
| Posizione | Giocatore         | Squadra        | Voti |
| --------- | ----------------- | -------------- | ---- |
| 1         | Gianluigi Buffon  | Juventus       | 209  |
| 2         | Petr Čech         | Chelsea        | 172  |
| 3         | Iker Casillas     | Real Madrid    | 124  |
| 4         | Edwin van der Sar | Manchester Utd | 62   |
| 5         | Rogério Ceni      | San Paolo      | 37   |
| 6         | José Manuel Reina | Liverpool      | 36   |
| 6         | Dida              | Milan          | 36   |
| 8         | Andrés Palop      | Siviglia       | 29   |
| 9         | Júlio César       | Inter          | 24   |
| 10        | Jens Lehmann      | Arsenal        | 20   |

2008
| Posizione | Giocatore               | Squadra         | Voti |
| --------- | ----------------------- | --------------- | ---- |
| 1         | Iker Casillas           | Real Madrid     | 249  |
| 2         | Gianluigi Buffon        | Juventus        | 170  |
| 3         | Edwin Van der Sar       | Manchester Utd  | 143  |
| 4         | Petr Čech               | Chelsea         | 108  |
| 5         | Igor' Akinfeev          | CSKA Mosca      | 23   |
| 6         | José Francisco Cevallos | LDU Quito       | 21   |
| 7         | Júlio César             | Inter           | 18   |
| 8         | José Manuel Reina       | Liverpool       | 15   |
| 9         | Jens Lehmann            | Stoccarda       | 13   |
| 10        | Justo Villar            | Real Valladolid | 12   |

2009
| Posizione | Giocatore         | Squadra          | Voti |
| --------- | ----------------- | ---------------- | ---- |
| 1         | Iker Casillas     | Real Madrid      | 230  |
| 2         | Gianluigi Buffon  | Juventus         | 150  |
| 3         | Júlio César       | Inter            | 124  |
| 4         | Edwin van der Sar | Manchester Utd   | 87   |
| 5         | Petr Čech         | Chelsea          | 75   |
| 6         | Víctor Valdés     | Barcellona       | 53   |
| 7         | José Manuel Reina | Liverpool        | 19   |
| 8         | Igor' Akinfeev    | CSKA Mosca       | 17   |
| 9         | Tim Howard        | Everton          | 7    |
| 10        | René Adler        | Bayer Leverkusen | 6    |

2010
| Posizione | Giocatore            | Squadra        | Voti |
| --------- | -------------------- | -------------- | ---- |
| 1         | Iker Casillas        | Real Madrid    | 304  |
| 2         | Júlio César          | Inter          | 124  |
| 3         | Petr Čech            | Chelsea        | 56   |
| 4         | Manuel Neuer         | Schalke 04     | 53   |
| 5         | Maarten Stekelenburg | Ajax           | 48   |
| 6         | Víctor Valdés        | Barcellona     | 38   |
| 7         | Fernando Muslera     | Lazio          | 37   |
| 8         | Edwin van der Sar    | Manchester Utd | 32   |
| 9         | Gianluigi Buffon     | Juventus       | 28   |
| 10        | Tim Howard           | Everton        | 15   |

2011
| Posizione | Giocatore         | Squadra          | Voti |
| --------- | ----------------- | ---------------- | ---- |
| 1         | Iker Casillas     | Real Madrid      | 248  |
| 2         | Manuel Neuer      | Bayern Monaco    | 130  |
| 3         | Víctor Valdés     | Barcellona       | 114  |
| 4         | Gianluigi Buffon  | Juventus         | 63   |
| 5         | Petr Čech         | Chelsea          | 41   |
| 6         | Fernando Muslera  | Galatasaray      | 34   |
| 7         | Joe Hart          | Manchester City  | 26   |
| 8         | Júlio César       | Inter            | 23   |
| 9         | Justo Villar      | Estudiantes (LP) | 17   |
| 10        | Edwin Van Der Sar | Manchester Utd   | 16   |

2012
| Posizione | Giocatore        | Squadra         | Voti |
| --------- | ---------------- | --------------- | ---- |
| 1         | Iker Casillas    | Real Madrid     | 224  |
| 2         | Gianluigi Buffon | Juventus        | 128  |
| 3         | Petr Čech        | Chelsea         | 92   |
| 4         | Manuel Neuer     | Bayern Monaco   | 85   |
| 5         | Joe Hart         | Manchester City | 26   |
| 6         | Víctor Valdés    | Barcellona      | 15   |
| 7         | Cássio Ramos     | Corinthians     | 14   |
| 8         | Samir Handanovič | Inter           | 8    |
| 8         | Hugo Lloris      | Tottenham       | 8    |

2013
| Posizione | Giocatore        | Squadra             | Voti |
| --------- | ---------------- | ------------------- | ---- |
| 1         | Manuel Neuer     | Bayern Monaco       | 211  |
| 2         | Gianluigi Buffon | Juventus            | 78   |
| 3         | Petr Čech        | Chelsea             | 64   |
| 4         | Thibaut Courtois | Atlético Madrid     | 54   |
| 5         | Víctor Valdés    | Barcellona          | 53   |
| 6         | Iker Casillas    | Real Madrid         | 23   |
| 7         | Salvatore Sirigu | Paris Saint-Germain | 5    |

2014
| Posizione | Giocatore         | Squadra                  | Voti |
| --------- | ----------------- | ------------------------ | ---- |
| 1         | Manuel Neuer      | Bayern Monaco            | 216  |
| 2         | Thibaut Courtois  | Atlético Madrid Chelsea  | 96   |
| 3         | Keylor Navas      | Levante Real Madrid      | 46   |
| 4         | Gianluigi Buffon  | Juventus                 | 26   |
| 5         | Claudio Bravo     | Real Sociedad Barcellona | 16   |
| 6         | José Manuel Reina | Napoli Bayern Monaco     | 15   |
| 7         | Sergio Romero     | Monaco Sampdoria         | 14   |
| 8         | Guillermo Ochoa   | Ajaccio Malaga           | 13   |
| 9         | Iker Casillas     | Real Madrid              | 10   |
| 10        | Petr Čech         | Chelsea                  | 4    |
| 11        | Hugo Lloris       | Tottenham                | 2    |
| 12        | Vincent Enyeama   | Lilla                    | 2    |

2015
| Posizione | Giocatore             | Squadra           | Voti |
| --------- | --------------------- | ----------------- | ---- |
| 1         | Manuel Neuer          | Bayern Monaco     | 188  |
| 2         | Gianluigi Buffon      | Juventus          | 78   |
| 3         | Claudio Bravo         | Barcellona        | 45   |
| 4         | David de Gea          | Manchester Utd    | 34   |
| 5         | Thibaut Courtois      | Chelsea           | 24   |
| 6         | Petr Čech             | Chelsea Arsenal   | 18   |
| 7         | Marcelo Barovero      | River Plate       | 12   |
| 8         | Marc-André ter Stegen | Barcellona        | 7    |
| 9         | Iker Casillas         | Real Madrid Porto | 6    |
| 10        | Danijel Subašić       | Monaco            | 4    |

2016
| Posizione | Giocatore        | Squadra                    | Voti |
| --------- | ---------------- | -------------------------- | ---- |
| 1         | Manuel Neuer     | Bayern Monaco              | 156  |
| 2         | Gianluigi Buffon | Juventus                   | 91   |
| 3         | Rui Patrício     | Sporting Lisbona           | 51   |
| 4         | Claudio Bravo    | Barcellona Manchester City | 45   |
| 5         | David de Gea     | Manchester Utd             | 37   |
| 6         | Jan Oblak        | Atlético Madrid            | 31   |
| 7         | Hugo Lloris      | Tottenham                  | 29   |
| 8         | Keylor Navas     | Real Madrid                | 18   |
| 9         | Thibaut Courtois | Chelsea                    | 13   |
| 10        | Denis Onyango    | M. Sundowns                | 5    |

2017
| Posizione | Giocatore             | Squadra         | Voti |
| --------- | --------------------- | --------------- | ---- |
| 1         | Gianluigi Buffon      | Juventus        | 251  |
| 2         | Manuel Neuer          | Bayern Monaco   | 103  |
| 3         | Keylor Navas          | Real Madrid     | 85   |
| 4         | Jan Oblak             | Atlético Madrid | 74   |
| 5         | David de Gea          | Manchester Utd  | 70   |
| 6         | Thibaut Courtois      | Chelsea         | 51   |
| 7         | Marc-Andrè Ter Stegen | Barcellona      | 21   |
| 8         | Hugo Lloris           | Tottenham       | 9    |
| 9         | Alisson               | Roma            | 8    |
| 10        | Samir Handanovič      | Inter           | 6    |
| 10        | Gianluigi Donnarumma  | Milan           | 6    |

2018
| Posizione | Giocatore             | Squadra                      | Voti |
| --------- | --------------------- | ---------------------------- | ---- |
| 1         | Thibaut Courtois      | Chelsea Real Madrid          | 181  |
| 2         | Hugo Lloris           | Tottenham                    | 109  |
| 3         | Gianluigi Buffon      | Juventus Paris Saint-Germain | 59   |
| 4         | Keylor Navas          | Real Madrid                  | 58   |
| 5         | Jan Oblak             | Atlético Madrid              | 49   |
| 5         | Marc-Andrè Ter Stegen | Barcellona                   | 49   |
| 7         | Alisson               | Roma Liverpool               | 36   |
| 8         | David de Gea          | Manchester Utd               | 33   |
| 9         | Danijel Subašić       | Monaco                       | 23   |
| 10        | Manuel Neuer          | Bayern Monaco                | 20   |

2019
| Posizione | Giocatore             | Squadra                         | Voti |
| --------- | --------------------- | ------------------------------- | ---- |
| 1         | Alisson               | Liverpool                       | 286  |
| 2         | Marc-André ter Stegen | Barcellona                      | 104  |
| 3         | Jan Oblak             | Atlético Madrid                 | 67   |
| 4         | Manuel Neuer          | Bayern Monaco                   | 33   |
| 5         | Hugo Lloris           | Tottenham                       | 32   |
| 6         | Ederson               | Manchester City                 | 31   |
| 7         | Thibaut Courtois      | Real Madrid                     | 30   |
| 8         | David de Gea          | Manchester Utd                  | 18   |
| 9         | Keylor Navas          | Real Madrid Paris Saint-Germain | 14   |
| 10        | Franco Armani         | River Plate                     | 13   |

2020
| Posizione | Giocatore             | Squadra             | Voti |
| --------- | --------------------- | ------------------- | ---- |
| 1         | Manuel Neuer          | Bayern Monaco       | 320  |
| 2         | Jan Oblak             | Atlético Madrid     | 40   |
| 3         | Alisson               | Liverpool           | 30   |
| 4         | Thibaut Courtois      | Real Madrid         | 15   |
| 5         | Marc-André ter Stegen | Barcellona          | 10   |
| 6         | Kasper Schmeichel     | Leicester City      | 5    |
| 6         | Keylor Navas          | Paris Saint-Germain | 5    |
| 6         | Samir Handanovič      | Inter               | 5    |

2021
| Posizione | Giocatore            | Squadra                   | Voti |
| --------- | -------------------- | ------------------------- | ---- |
| 1         | Gianluigi Donnarumma | Milan Paris Saint-Germain | 170  |
| 2         | Manuel Neuer         | Bayern Monaco             | 75   |
| 3         | Edouard Mendy        | Chelsea                   | 40   |
| 4         | Emiliano Martínez    | Aston Villa               | 25   |
| 5         | Jan Oblak            | Atlético Madrid           | 20   |

2022
| Posizione | Giocatore         | Squadra         | Voti |
| --------- | ----------------- | --------------- | ---- |
| 1         | Thibaut Courtois  | Real Madrid     | 125  |
| 2         | Emiliano Martínez | Aston Villa     | 110  |
| 3         | Yassine Bounou    | Siviglia        | 55   |
| 4         | Dominik Livaković | Dinamo Zagabria | 30   |
| 5         | Hugo Lloris       | Tottenham       | 25   |
| 6         | Wojciech Szczęsny | Juventus        | 15   |
| 7         | Jan Oblak         | Atlético Madrid | 10   |
| 7         | Alisson           | Liverpool       | 10   |
| 9         | Jordan Pickford   | Everton         | 5    |
| 9         | Mike Maignan      | Milan           | 5    |

2023
| Posizione | Giocatore             | Squadra              | Voti |
| --------- | --------------------- | -------------------- | ---- |
| 1         | Ederson               | Manchester City      | 145  |
| 2         | Emiliano Martínez     | Aston Villa          | 76   |
| 3         | Thibaut Courtois      | Real Madrid          | 73   |
| 4         | Marc-André ter Stegen | Barcellona           | 58   |
| 5         | Jan Oblak             | Atlético Madrid      | 36   |
| 6         | Gianluigi Donnarumma  | Paris Saint-Germain  | 23   |
| 7         | Yassine Bounou        | Siviglia Al-Hilal    | 22   |
| 8         | Alisson               | Liverpool            | 19   |
| 9         | André Onana           | Inter Manchester Utd | 16   |
| 10        | Mike Maignan          | Milan                | 13   |

2024
| Posizione | Giocatore            | Squadra             | Voti |
| --------- | -------------------- | ------------------- | ---- |
| 1         | Emiliano Martínez    | Aston Villa         | 167  |
| 2         | Unai Simón           | Athletic Bilbao     | 91   |
| 3         | Giorgi Mamardashvili | Valencia            | 55   |
| 4         | Mike Maignan         | Milan               | 52   |
| 5         | Thibaut Courtois     | Real Madrid         | 28   |
| 6         | Yann Sommer          | Inter               | 25   |
| 6         | Andrij Lunin         | Real Madrid         | 25   |
| 8         | Gianluigi Donnarumma | Paris Saint-Germain | 23   |
| 9         | David Raya           | Arsenal             | 21   |
| 10        | Gregor Kobel         | Borussia Dortmund   | 17   |

### Miglior portiere di tutti i tempi

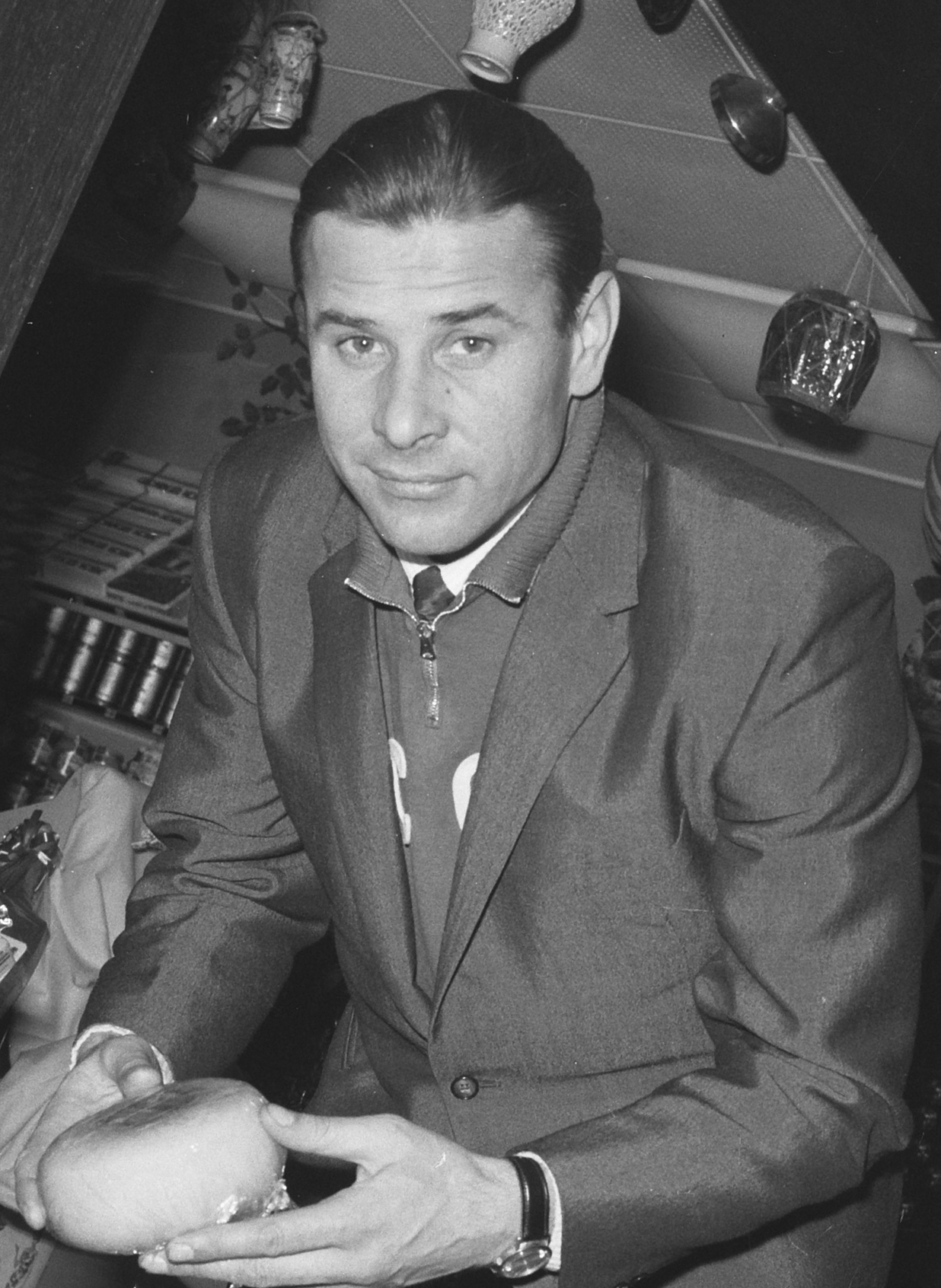
Lev Jašin, nominato miglior portiere del XX secolo e di tutti i tempi

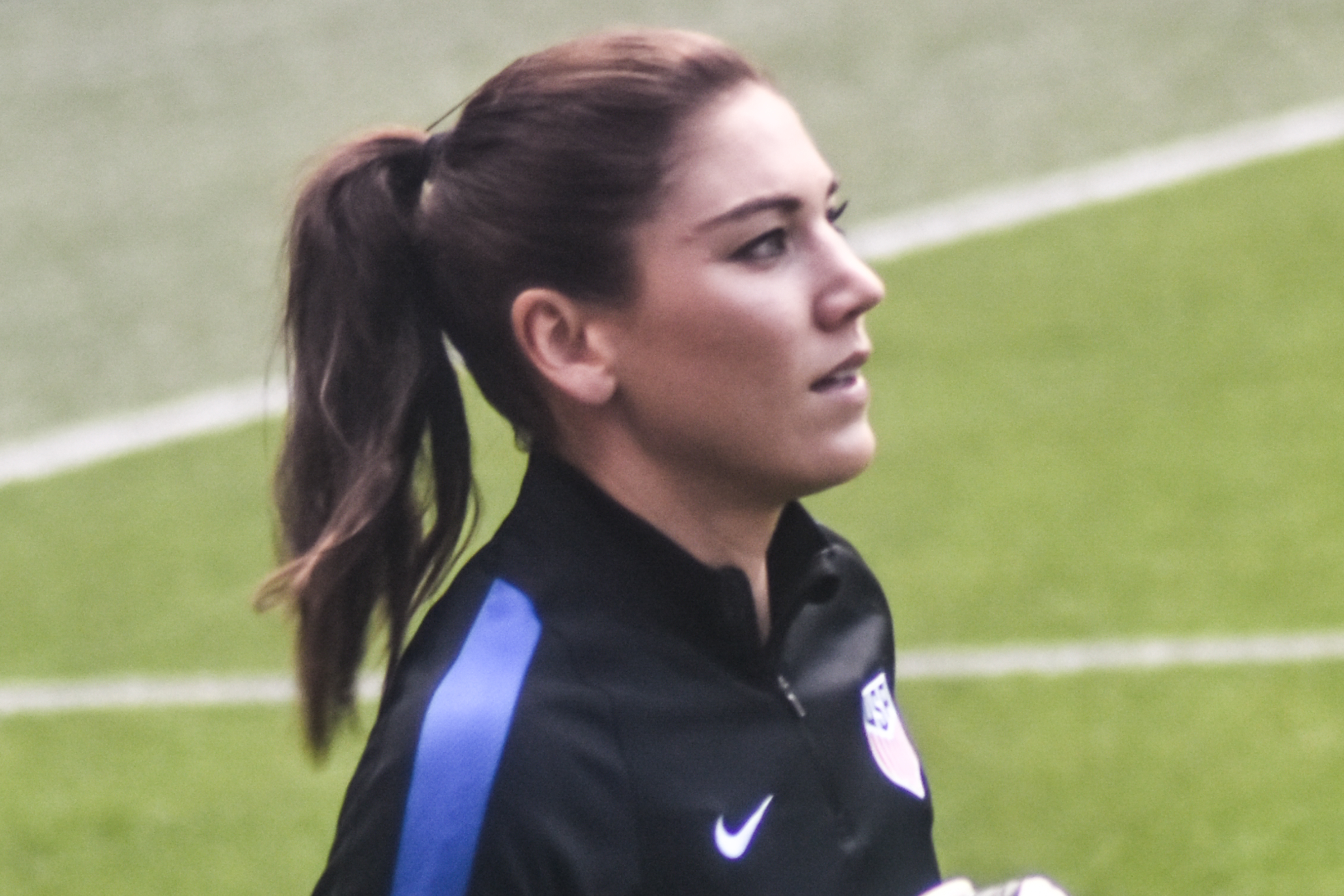
Hope Solo, miglior portiere di tutti i tempi

| Pos. | Giocatore        | Nazione          |
| ---- | ---------------- | ---------------- |
| 1    | Lev Jašin        | Unione Sovietica |
| 2    | Gianluigi Buffon | Italia           |
| 3    | Manuel Neuer     | Germania         |
| 4    | Iker Casillas    | Spagna           |
| 5    | Gordon Banks     | Inghilterra      |
| 6    | Petr Čech        | Rep. Ceca        |
| 7    | Dino Zoff        | Italia           |
| 8    | Sepp Maier       | Germania Ovest   |
| 9    | Ricardo Zamora   | Spagna           |
| 10   | Oliver Kahn      | Germania         |

### Miglior portiere di tutti i tempi (dal 1987)
| Pos. | Giocatore           | Nazione     |
| ---- | ------------------- | ----------- |
| 1    | Gianluigi Buffon    | Italia      |
| 2    | Iker Casillas       | Spagna      |
| 3    | Manuel Neuer        | Germania    |
| 4    | Petr Čech           | Rep. Ceca   |
| 5    | Edwin van der Sar   | Paesi Bassi |
| 6    | Peter Schmeichel    | Danimarca   |
| 7    | Oliver Kahn         | Germania    |
| 8    | Thibaut Courtois    | Belgio      |
| 9    | José Luis Chilavert | Paraguay    |
| 10   | Walter Zenga        | Italia      |

### Miglior portiere del XX secolo
| Pos. | Giocatore           | Nazione          | Voti |
| ---- | ------------------- | ---------------- | ---- |
| 1    | Lev Jašin           | Unione Sovietica | 1002 |
| 2    | Gordon Banks        | Inghilterra      | 717  |
| 3    | Dino Zoff           | Italia           | 661  |
| 4    | Sepp Maier          | Germania Ovest   | 456  |
| 5    | Ricardo Zamora      | Spagna           | 443  |
| 6    | José Luis Chilavert | Paraguay         | 373  |
| 7    | Peter Schmeichel    | Danimarca        | 291  |
| 8    | Peter Shilton       | Inghilterra      | 196  |
| 9    | František Plánička  | Cecoslovacchia   | 194  |
| 10   | Amadeo Carrizo      | Argentina        | 192  |

### Miglior portiere del primo decennio del XXI secolo
| Pos. | Giocatore             | Nazione     | Voti |
| ---- | --------------------- | ----------- | ---- |
| 1    | Gianluigi Buffon      | Italia      | 199  |
| 2    | Iker Casillas         | Spagna      | 197  |
| 3    | Petr Čech             | Rep. Ceca   | 154  |
| 4    | Edwin van der Sar     | Paesi Bassi | 116  |
| 5    | Oliver Kahn           | Germania    | 99   |
| 6    | Dida                  | Brasile     | 90   |
| 7    | Víctor Valdés         | Spagna      | 82   |
| 8    | Júlio César           | Brasile     | 76   |
| 9    | Jens Lehmann          | Germania    | 72   |
| 10   | Roberto Abbondanzieri | Argentina   | 68   |

### Miglior portiere del periodo 1987-2012
| Pos. | Giocatore           | Nazione     | Voti |
| ---- | ------------------- | ----------- | ---- |
| 1    | Gianluigi Buffon    | Italia      | 226  |
| 2    | Iker Casillas       | Spagna      | 213  |
| 3    | Edwin van der Sar   | Paesi Bassi | 201  |
| 4    | Peter Schmeichel    | Danimarca   | 179  |
| 5    | Oliver Kahn         | Germania    | 162  |
| 6    | Petr Čech           | Rep. Ceca   | 154  |
| 7    | José Luis Chilavert | Paraguay    | 146  |
| 8    | Walter Zenga        | Italia      | 132  |
| 9    | Andoni Zubizarreta  | Spagna      | 132  |
| 10   | Cláudio Taffarel    | Brasile     | 130  |

### Miglior portiere del decennio 2011-2020

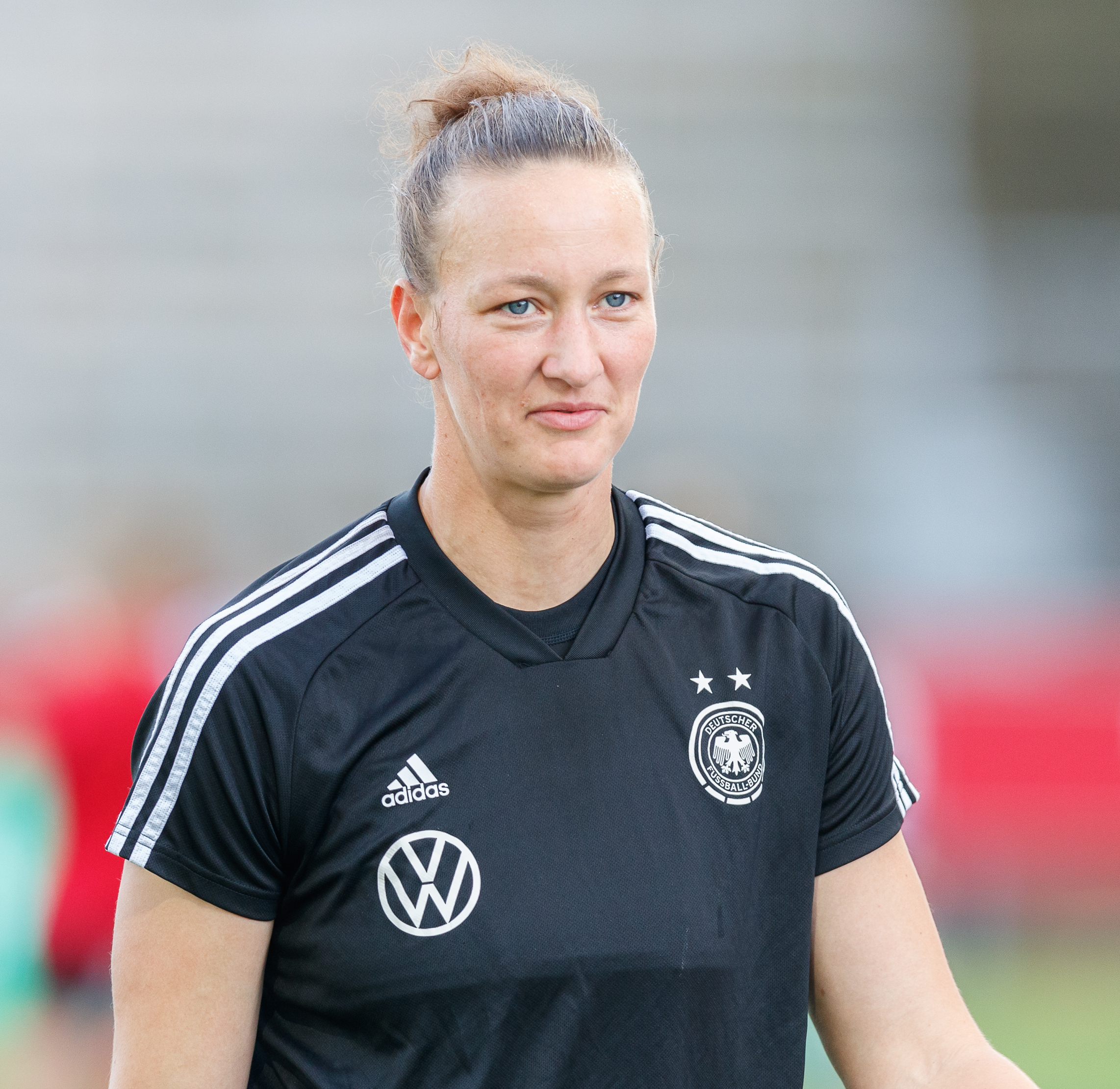
Almuth Schult, miglior portiere del decennio 2011-2020

| Pos. | Giocatore             | Nazione    | Voti |
| ---- | --------------------- | ---------- | ---- |
| 1    | Manuel Neuer          | Germania   | 183  |
| 2    | Gianluigi Buffon      | Italia     | 148  |
| 3    | Thibaut Courtois      | Belgio     | 130  |
| 4    | Hugo Lloris           | Francia    | 96   |
| 5    | Keylor Navas          | Costa Rica | 93   |
| 6    | Jan Oblak             | Slovenia   | 85   |
| 7    | Petr Čech             | Rep. Ceca  | 80   |
| 8    | Marc-André ter Stegen | Germania   | 78   |
| 9    | David de Gea          | Spagna     | 75   |
| 10   | Iker Casillas         | Spagna     | 67   |

## Calcio femminile

### Albo d'oro
| Anno | Giocatrice              | Squadra                             |
| ---- | ----------------------- | ----------------------------------- |
| 2012 | Hope Solo               | Seattle Sounders                    |
| 2013 | Hope Solo               | Seattle Reign                       |
| 2014 | Hope Solo Almuth Schult | Seattle Reign Wolfsburg             |
| 2015 | Hope Solo               | Seattle Reign                       |
| 2016 | Sarah Bouhaddi          | Olympique Lione                     |
| 2017 | Sarah Bouhaddi          | Olympique Lione                     |
| 2018 | Sarah Bouhaddi          | Olympique Lione                     |
| 2019 | Sari van Veenendaal     | Arsenal Atlético Madrid             |
| 2020 | Sarah Bouhaddi          | Olympique Lione                     |
| 2021 | Christiane Endler       | Paris Saint-Germain Olympique Lione |
| 2022 | Christiane Endler       | Olympique Lione                     |
| 2023 | Mary Earps              | Manchester United                   |
| 2024 | Alyssa Naeher           | Chicago Stars                       |

### Miglior portiere di tutti i tempi
| Pos. | Giocatore         | Nazione     |
| ---- | ----------------- | ----------- |
| 1    | Hope Solo         | Stati Uniti |
| 2    | Briana Scurry     | Stati Uniti |
| 3    | Nadine Angerer    | Germania    |
| 4    | Christiane Endler | Cile        |
| 5    | Bente Nordby      | Norvegia    |
| 6    | Hedvig Lindahl    | Svezia      |
| 7    | Alyssa Naeher     | Stati Uniti |
| 8    | Silke Rottenberg  | Germania    |
| 9    | Gao Hong          | Cina        |
| 10   | Sarah Bouhaddi    | Francia     |

### Miglior portiere del decennio 2011-2020
| Pos. | Giocatore           | Nazione     | Voti |
| ---- | ------------------- | ----------- | ---- |
| 1    | Almuth Schult       | Germania    | 132  |
| 2    | Sarah Bouhaddi      | Francia     | 115  |
| 3    | Hope Solo           | Stati Uniti | 98   |
| 4    | Hedvig Lindahl      | Svezia      | 95   |
| 5    | Nadine Angerer      | Germania    | 75   |
| 5    | Karen Bardsley      | Inghilterra | 75   |
| 7    | Sari van Veenendaal | Paesi Bassi | 69   |
| 8    | Christiane Endler   | Cile        | 63   |
| 9    | Sandra Paños        | Spagna      | 56   |
| 10   | Alyssa Naeher       | Stati Uniti | 51   |